# El Asteroide
El Asteroide (1960, Haras do Arado, Porto Alegre, Rio Grande do Sul) de criação de Breno Caldas.
Era de pelo castanho, descendente do reprodutor francês Elpenor, vencedor da Ascot Gold Cup em 1954, em cruzamento com Al Oina, da consagrada linhagem materna platina sulamericana.
Foi  um dos principais arenáticos do turfe brasileiro e o primeiro a vencer por três vezes consecutivas o Grande Prêmio Bento Gonçalves. Este fato  o colocou como referencial associado à mais tradicional prova disputada em pista de areia do Brasil, permanecendo na memória dos turfistas. Venceu também Grande Prêmio Paraná, no Hipódromo do Tarumã e o G. P. São Vicente, derrotando Zenabre, além de outras provas menores.
Após as pistas, serviu como reprodutor no Haras Ipiranga, de São Paulo, produzindo ganhadores clássicos, como Goethe, vencedor do Grande Prêmio Consagração, São Paulo.